# ULS Airlines Cargo
ULS Airlines Cargo, precedentemente Kuzu Airlines Cargo, è una compagnia aerea cargo turca con sede a Istanbul e con il suo hub principale all'aeroporto di Istanbul-Atatürk. Gestisce servizi di trasporto merci internazionali.

## Storia
La compagnia aerea è stata fondata all'inizio del 2004 e ha iniziato ad operare nel giugno 2004. Era originariamente chiamata Baron Hava Kargo, ma è stata rinominata in Kuzu Airlines Cargo nell'ottobre 2004. Ora è di proprietà del gruppo ULS (Universal Logistics Systems) e ha 220 dipendenti (a giugno 2009). Durante la fine del 2008 e l'inizio del 2009, tre Airbus A310 sono stati aggiunti alla flotta di Emirates SkyCargo. Nel luglio 2009, Kuzu Airlines Cargo ha cambiato formalmente il suo nome in ULS Airlines Cargo con un nuovo certificato di operatore aereo.

## Destinazioni
ULS Airlines Cargo opera voli per trasporto merci dalla sua base principale verso l'aeroporto di Tallinn in Estonia, così come verso destinazioni nel Subcontinente, Estremo e Medio Oriente, Europa, Africa e Nord America. Serve anche una serie di destinazioni internazionali tramite accordi interline con altri vettori.

## Flotta
A maggio 2025 la flotta di ULS Airlines Cargo è così composta: